# Piedra de Vallecillo
La piedra de Vallecillo es un tipo de piedra laja proveniente de la comunidad de Vallecillo, Nuevo León, México.
Las casas de la localidad están hechas con esta piedra, que se extrae de las canteras a los alrededores del pueblo. Los canteros van cortando el terreno y poniendo la tierra y piedra sobrante a sus espaldas. Por lo general las casas de la zona siguen una misma tipología: techo de una agua con una ligera inclinación hacia atrás, casas en la esquina del solar, muros bajos de piedra amontonada que definen los límites del solar, dos puertas en la fachada principal, muros de piedra aparente o encalada, y una puerta lateral. Aunque la tipología tiene referencias de la arquitectura popular del siglo XX, el diseño ha ido cambiando con el tiempo. En las fotografías del libro Lost Architecture of the Rio Grande de W. Eugene George se puede ver claramente que en la década de 1950 las casas eran distintas y tenían techos de dos aguas. En algunas casas con techo de una agua se pueden apreciar patrones en el acomodo de la piedra que muestran que antes tuvieron dos aguas o una estructura anexa de dos aguas.